# Soulinári
Soulinári (Soulinari) är en ort i Grekland.   Den ligger i prefekturen Nomós Korinthías och regionen Peloponnesos, i den sydöstra delen av landet, 90 km väster om huvudstaden Aten. Soulinári ligger 123 meter över havet och antalet invånare är 397.
Terrängen runt Soulinári är huvudsakligen kuperad, men åt nordost är den platt. Runt Soulinári är det ganska tätbefolkat, med 54 invånare per kvadratkilometer. Närmaste större samhälle är Korinth, 18,7 km öster om Soulinári. 